# Parafia Zesłania Ducha Świętego w Sopocie
Parafia Zesłania Ducha Świętego w Sopocie – rzymskokatolicka parafia usytuowana w sopockiej dzielnicy Kamienny Potok przy ulicy Kujawskiej. Wchodzi w skład dekanatu Sopot, który należy do archidiecezji gdańskiej. Parafię erygowano 1 czerwca 1981, a od roku 1987 jest prowadzona przez Zgromadzenie Księży Misjonarzy św. Wincentego a Paulo. W latach 1995–2004 został zbudowany Kościół, natomiast 29 maja 2004 odbyła się konsekracja kościoła, której dokonał Tadeusz Gocłowski – arcybiskup metropolita gdański; który również należał do Zgromadzenia Misji.

## Historia
W roku 1987, po objęciu parafii przez Zgromadzenie Księży Misjonarzy proboszczem został ks. Hieronim Godziek. W czasie trzyletniej kadencji rozpoczął budowę domu rekolekcyjno–misyjnego oraz dopełniał formalności w zakresie projektu nowego kościoła. W 1990 obowiązki proboszcza przejął ks. Stanisław Basiuk i w czasie jego kadencji zmieniono projekt kościoła, uzyskano pozwolenie na budowę oraz zakończono budowę domu rekolekcyjno–misyjnego. W latach 1998–2007 proboszczem był ks. Dariusz Dobbek i dokończono wówczas budowę kościoła, rozbudowano dom misyjno–rekolekcyjny i uporządkowano otoczenie. 25 grudnia 1999 odprawiono w nowym kościele pierwszą mszę, a całość prac ukończono w 2003 roku.
W roku 2001, na placu przed kościołem pojawiła się replika „Krzyża na Giewoncie”. Krzyż był darem mieszkańców Zakopanego z okazji 100-lecia Sopotu (i jednocześnie 100-lecie poświęcenia samego krzyża), z zastrzeżeniem, że ma być widoczny z morza. Wybór padł na kościół przy ul. Kujawskiej, ponieważ z placu przed kościołem rozlega się panorama na Zatokę Gdańską i Kamienny Potok. Na krzyżu umieszczono tablicę ze słowami Jana Pawła II: „Trzeba, ażeby cała Polska od Bałtyku po Tatry, patrząc w stronę krzyża na Giewoncie słyszała i powtarzała: Sursum corda – w górę serca.” Został odsłonięty 11 listopada 2001 roku.
W tym samym roku odsłonięto (tj. 3 listopada 2001) też pomnik papieża ufundowany przez rodzinę z USA autorstwa Jacka Kucaby. Nazwano go „Łódź Piotrowa III Tysiąclecia”. Przedstawia unoszącego się na fali Jana Pawła II, a na drugim krańcu fali umieszczona została miniatura watykańskiej bazyliki św. Piotra.
Również koło krzyża misyjnego jest niewielka dzwonnica z 2002 z trzema dzwonami o imionach: Jan Paweł II, św. Piotr i Mariusz. Ten ostatni dzwon ufundowali rodzice dla uczczenia pamięci swego tragicznie zmarłego syna.

## Proboszczowie
- 1981–1987: ks. kan. Franciszek Jarząb[5][6][7][8]
  - administrator parafii (1981–1986)
- 1987–1990: ks. Hieronim Godziek CM
- 1990–1998: ks. Stanisław Basiuk CM
- 1998–2007: ks. mgr Dariusz Dobbek CM[9][10]
- 2007–2009: ks. mgr lic. Marian Wnuk CM[11]
- 2009–2018: ks. mgr Jerzy Berdychowski CM
- od 1 VII 2018: ks. mgr Łukasz Patoń CM[12]
  - ojciec duchowny dek. Sopot od 26 X 2022
  - moderator Stowarzyszenia Miłosierdzia św. Wincentego a Paulo od 18 IX 2019